# Nokia 6290
Nokia 6290 este un telefon mobil multimedia 3G produs de Nokia și lansat în martie 2007.

## Caracteristici
Nokia 6290 este primul dispozitiv care rulează de pe platforma S60 ediția a 3-a, actualizată la Feature Pack 1. În timpul utilizării sistemului de operare pentru smartphone-ul Symbian OS, acest handset este comercializat ca un simplu „telefon” și a fost unul dintre puținele telefoane Nokia Symbian din 2007 care nu făcea parte din seria „N” sau „E”.

## Fișă de specificații
| Caracteristici                 | Specificație                                                                           |
| ------------------------------ | -------------------------------------------------------------------------------------- |
| Factor de formă                | Clapetă                                                                                |
| Sistem de operare              | Symbian OS (9.2) + S60 3rd Edition Feature Pack 1                                      |
| Memorie (RAM) Total/Disponibil | 64/20 MB                                                                               |
| Stocare (ROM) Total/Disponibil | 128/45 MB                                                                              |
| Frecvențele GSM                | 850/900/1800/1900 MHz                                                                  |
| GPRS                           | Da, clasa multislot 32                                                                 |
| EDGE (EGPRS)                   | Da, clasa multislot 32                                                                 |
| WCDMA                          | Da (2100MHz)                                                                           |
| Ecran intern                   | Matrice TFT, diagonală 2,2", 16 milioane de culori, 240x320 pixeli                     |
| Ecran extern                   | Matrice TFT, diagonală 1,36", 262 144 culori, 128x160 pixeli                           |
| Cameră                         | Intern 0,3 M.P 2x zoom digital și spate 2,0 M.P (CMOS) cu lumină foto, zoom digital 4x |
| Înregistrare video             | Da, până la 320x240                                                                    |
| Mesaje multimedia              | Da                                                                                     |
| Apeluri video                  | Da                                                                                     |
| Apăsați pentru a vorbi         | Da                                                                                     |
| Suport Java                    | Da, MIDP 2.0                                                                           |
| Card de memorie                | Da, microSD                                                                            |
| Bluetooth                      | Da, V2.0                                                                               |
| Infraroșu                      | Da                                                                                     |
| Suport cablu de date           | Da                                                                                     |
| Browser                        | WAP 2.0 XHTML/HTML                                                                     |
| Email                          | Da                                                                                     |
| Player muzical                 | Da, difuzoare stereo cu sunet 3D                                                       |
| Radio                          | Da                                                                                     |
| Player video                   | Da                                                                                     |
| Tonuri polifonice              | Da, 64 de corduri                                                                      |
| Tonuri de apel                 | Da,Mp3,MIDI tones,AMR,(WB-AMR),True Tones,WAV,AAC, eAAC+, RealAudio                    |
| Difuzor HF                     | Da                                                                                     |
| Mod offine                     | Da                                                                                     |
| Baterie                        | BL-5F (950 mAh)                                                                        |
| Timp de vorbire                | 3.5 ore                                                                                |
| Timp de așteptare              | 11 zile (=260 ore)                                                                     |
| Greutate                       | 115 grame                                                                              |
| Dimensiuni                     | 94x50x20.8 milimetri                                                                   |
| Valabilitate                   | Q1/2007                                                                                |
| Altele                         | Text în vorbire, suită de birou Quickoffice, apelare vocală independentă de difuzor    |